# Joseph Sikora
Joseph Sikora (Chicago, 27 giugno 1976) è un attore statunitense di origine polacca.

## Biografia
Nato a Chicago, andò a studiare al Columbia College della città dove ricevette il B.A. in recitazione. Da giovane Sikora apparve in uno spot televisivo con la star NBA (all'epoca in forza ai Chicago Bulls) Michael Jordan. Fu nel cast, anche se per un solo episodio, in molte serie televisive, tra cui alcune di spicco come CSI: New York e CSI: Miami. Ha invece un ruolo fisso nella serie TV Power in cui interpreta il criminale Tommy Egan. Per interpretare il ruolo gli fu comunque d'aiuto il suo passato, in quanto in gioventù vendette droga in quel di Chicago.
Al cinema invece è conosciuto principalmente per aver interpretato un ruolo importante Jack Reacher - La prova decisiva, ovvero il sergente Barr, cecchino specializzato, e anche per il ruolo di Vassily Docheski, mafioso russo e a sua volta figlio del boss della mafia russa a New York Emil Docheski in Safe.

## Filmografia

### Cinema
- Rudy - Il successo di un sogno (1993)
- Il matrimonio del mio migliore amico, regia di P. J. Hogan (1997)
- The Watcher, regia di Joe Charbanic (2000)
- Ghost World, regia di Terry Zwigoff (2001)
- Gacy, regia di Clive Saunders (2003)
- Normal, regia di Jane Anderson (2003)
- Night Skies, regia di Roy Knirim (2007)
- Shutter Island, regia di Martin Scorsese (2010)
- Trust, regia di David Schwimmer (2010)
- Safe, regia di Boaz Yakin (2012)
- Jack Reacher - La prova decisiva, regia di Christopher McQuarrie (2012)
- That's Harassment, regia di Sigal Avin (2018)  cortometraggio
- L'intruso (The Intruder), regia di Deon Taylor (2019)
- Jacob's Ladder, regia di David M. Rosenthal (2019)

### Televisione
- Roomis - serie TV, episodio 1x05 (1987)
- New Adam-12 - serie TV, episodio 1x01 (1990)
- Persone scomparse - serie TV, episodio 1x04 (1993)
- Ultime dal cielo - serie TV, episodio 3x11 (1998)
- Turks - serie tv, episodio 1x08 (1999)
- Walker Texas Ranger - serie TV, episodio 8x17 (2000)
- Movie Stars - serie TV, episodio 2x05 (2000)
- Frasier - serie TV, episodio 9x24 (2002)
- JAG - Avvocati in divisa - serie TV, episodio 9x10 (2003)
- Detective Monk - serie TV, episodio 2x10 (2004)
- Squadra emergenza - serie TV, 2 episodi (2004)
- CSI: NY - serie TV, episodio 1x05 (2004)
- Carnivàle - serie TV, episodio 2x08 (2005)
- N.Y.P.D. - serie TV, episodio 12x20 (2005)
- E.R. - Medici in prima linea - serie TV, episodio 11x22 (2005)
- Grey's Anatomy - serie TV, episodio 2x07 (2005)
- Criminal Minds - serie TV, episodio 1x08 (2005)
- Senza traccia - serie TV, episodio 4x12 (2006)
- CSI: Miami - serie TV, episodio 4x17 (2006)
- Prison Break - serie TV, episodio 1x16 (2006)
- Lost - serie TV, episodio 4x12 (2008)
- Dollhouse - serie TV, episodio 2x03 (2009)
- Rubicon - serie TV, 2 episodi (2010)
- Law & Order - Unità vittime speciali - serie TV, 2 episodi (2010)
- Boardwalk Empire - L'impero del crimine - serie TV, 2 episodi (2010-2011)
- Body of Proof - serie TV, episodio 1x01 (2011)
- White Collar - serie TV, episodio 2x13 (2011)
- Blue Bloods - serie TV, episodio 1x17 (2011)
- The Heart, She Holler - serie TV, 18 episodi (2011-2013)
- The Good Wife - serie TV, episodio 5x09 (2013)
- True Detective - serie TV, 2 episodi (2014)
- Banshee - La città del male - serie TV, 3 episodi (2014)
- Unforgettable - serie TV, episodio 2x11 (2014)
- Power - serie TV, 63 episodi (2014-2020)
- The Player - serie TV, episodio 1x02 (2015)
- Underground - serie TV, 3 episodi (2016-2017)
- Chicago P.D. - serie TV, episodio 3x23 (2016)
- Maniac - miniserie TV, 2 puntate (2018)
- Ozark - serie TV, 14 episodi (2020-2022)
- Power Book II: Ghost - serie TV, 3 episodi (2021-2023)
- Power Book IV: Force - serie TV, 21 episodi (2022-2025)

### Doppiatore
- Descent: Freespace 2 – videogioco (2002)
- The Shivering Truth - serie TV, episodio 2x02 (2020)
- Teenage Euthanasia - serie TV, 4 episodi (2021-2023)

## Doppiatori italiani
Nelle versioni in italiano delle opere in cui ha recitato, Joseph Sikora è stato doppiato da:
- Giuliano Bonetto in Detective Monk, CSI: NY
- Francesco Bulckaen in Grey's Anatomy, Jack Reacher - La prova decisiva
- Gianfranco Miranda in Prison Break, The Player
- Alessandro Quarta in Shutter Island, Banshee - La città del male
- Gabriele Lopez in Carnivàle
- Marco Baroni in E.R. - Medici in prima linea
- Fabrizio Vidale in Criminal Minds
- Simone Crisari in Senza traccia
- Alberto Caneva in Lost
- Emiliano Coltorti in Law & Order - Unità vittime speciali
- Vittorio Guerrieri in Boardwalk Empire
- Massimiliano Virgilii in White Collar
- Patrizio Cigliano in Blue Bloods
- Marco Vivio in Body of Proof
- Francesco Pezzulli in Safe
- Andrea Lavagnino in True Detective
- Edoardo Stoppacciaro in Unforgettable
- Massimiliano Plinio in The Good Wife
- Alessio Cigliano in Power
- Roberto Certomà in Chicago P.D.
- Gabriele Sabatini in Ozark
- Sacha Pilara in Maniac
- Massimo Triggiani ne L'intruso